# Верхнєкумський
Верхнєкумський (рос. Верхнекумский) — хутір у Октябрському районі Волгоградської області Російської Федерації.
Населення становить 190  осіб. Входить до складу муніципального утворення Совєтське сільське поселення.

## Історія
Хутір розташований у межах українського історичного та культурного регіону Жовтий Клин.
Згідно із законом від 15 грудня 2004 року № 968-ОД  органом місцевого самоврядування є Совєтське сільське поселення.

## Населення
| 1859 | 1873 | 1897 | 1915 | 2010 |
| ---- | ---- | ---- | ---- | ---- |
| 299  | ↗629 | ↗800 | ↗977 | ↘190 |